# Thomas Benesch
Thomas Benesch (* 1967 in Wien) ist ein österreichischer Kameramann.
Thomas Benesch wurde an der HGBLVA Wien ausgebildet und war zunächst als Werbefotograf tätig. Es folgte ein Studium der Kamera und Bildtechnik an der Filmakademie Wien und seit Ende der 1990er Jahre ist er als Kameramann aktiv. Seit 2012 lehrt er als Professor Kamera & Bildgestaltung an der Filmakademie Wien.
Für den Film Mord in Eberswalde (2013) wurde er von der Deutschen Akademie für Fernsehen für die beste Bildgestaltung und mit dem Deutschen Kamerapreis in der Kategorie Fernsehfilm ausgezeichnet.

## Filmografie (Auswahl)
- 1998: Kubanisch rauchen
- 2000: Liebestod
- 2002: Der Solist – Kuriertag
- 2003: Schwer verknallt
- 2004: Der Stich des Skorpion
- 2005: Ainoa
- 2008: Der erste Tag
- 2007: Einsatz in Hamburg – Die letzte Prüfung
- 2008: Polizeiruf 110: Eine Maria aus Stettin
- 2008: Echte Wiener – Die Sackbauer-Saga
- 2008: Der erste Tag
- 2009: Polizeiruf 110: Klick gemacht
- 2010: Seine Mutter und ich
- 2011: Tatort: Vergeltung
- 2011: Die Abstauber
- 2011: Bella Block: Stich ins Herz
- 2011: Tatort: Borowski und die Frau am Fenster
- 2012: Der Fall Jakob von Metzler
- 2012: Lösegeld
- 2013: Tatort: Gegen den Kopf
- 2013: Mord in Eberswalde
- 2015: Rettet Raffi!
- 2015: Harter Brocken (Fernsehfilm)
- 2015: Tatort: Das Muli
- 2016: Die Akte General
- 2016: Tatort: Hundstage
- 2016: Wer aufgibt ist tot
- 2017: Am Ruder
- 2020: Die Getriebenen
- 2023: Tatort: Bauernsterben